# Katy (Texas)
Katy è una città dello Stato del Texas, all'interno dell'area metropolitana di Houston-The Woodlands-Sugar Land. La città è approssimativamente centrata nel punto dove si incontrano le contee di Harris, Fort Bend e Waller. Katy aveva una popolazione di 14 102 abitanti al censimento del 2010, in aumento rispetto ai 11 775 nel 2000. La sua popolazione era stimata in 19 216 abitanti nel 2018.
Fondata formalmente verso la metà del 1891, Katy era una città ferroviaria lungo la Missouri-Kansas-Texas (MKT) Railroad che passava in parallelo alla U.S. Route 90 (oggi Interstate 10) nella Downtown Houston. La fertile pianura alluvionale del Buffalo Bayou, che ha la sua fonte vicino a Katy, e i suoi affluenti, hanno reso Katy e le altre comunità nella prateria circostante un luogo attraente per la coltivazione del riso. A partire dagli anni 1960, la rapida crescita di Houston si spostò verso ovest lungo il nuovo corridoio della Interstate 10, portando Katy nei suoi dintorni. Oggi, il comune di Katy si trova al centro di un'area più ampia conosciuta come Greater Katy, che è diventata fortemente urbanizzata.
Sebbene in gran parte rientrata nella Greater Houston, la città di Katy è ancora notevole per il Katy Mills Mall, il Katy Independent School District e la sua storica piazza lungo l'ex diritto di passaggio della ferrovia MKT.

## Geografia fisica
Secondo l'Ufficio del censimento degli Stati Uniti, ha una superficie totale di 11,29 mi² (29,24 km²).

## Società

### Evoluzione demografica
Secondo il censimento del 2010, la popolazione era di 14 102 abitanti.

### Etnie e minoranze straniere
Secondo il censimento del 2010, la composizione etnica della città era formata dall'80,1% di bianchi, il 5,3% di afroamericani, lo 0,6% di nativi americani, l'1,5% di asiatici, lo 0,0% di oceaniani, il 9,5% di altre razze, e il 3,0% di due o più razze. Ispanici o latinos di qualunque razza erano il 29,0% della popolazione.